# ラジオあさいちばん
『ラジオあさいちばん』は、NHKラジオ第1放送とNHKワールド・ラジオ日本で1999年4月1日から2015年3月29日まで、毎朝放送していた情報ワイド番組である。年末年始も休みなしで放送されていた完全帯番組。2007年度から2013年度までの週末版は『土曜あさいちばん』・『日曜あさいちばん』のタイトルで放送。本項目はこの2つを併せて記す。

## 番組概要
平日はその日に役立つ最新のニュース、経済、生活、国際情報を中心に報道性の強い内容で、また週末はリスナーに週末のひと時を楽しんでもらう内容で構成されている。なお土曜日は2010年度まで、北米では金曜日の夕方から夜間にまたがる時間帯であるため、北米のマーケット・ニュースや国際情勢に関してもフォローする内容となっていたが、2011年度から報道色を弱めている。さらに、2012年度に入って平日版、週末版ともリスナーからのお便りを紹介する時間を大幅に割くようになった。
2015年3月29日をもって番組終了。16年の放送に幕を閉じた。2015年3月30日から「NHKマイあさラジオ」として大幅リニューアルすることとなった。

## 放送時間
- 月曜日〜土曜日 5:00〜8:00（JST）
  - 夏季に放送される「夏休み子ども科学電話相談」が実施される場合、7:30から電話の受付を募集するため、7時台にその受付の電話番号を発表する。また、2011年度までは「電話相談」が9時台以後に特殊な事情（「国会中継」その他）により放送ができない場合、電話相談を繰り上げて対応することがあるため、「-あさいちばん」の短縮放送（8時まで。全国パートは実質7:40まで）となることがあった。
  - 同じく2011年度まで高校野球4試合日は8:25まで（ラジオ国際放送では状況により8:00で飛び降りの場合あり）。また1月1日は7:55まで。1月2日・3日は、箱根駅伝の中継を実施するため7:45で終了。
  - なお、2011年4月から土曜日の8時台の放送を廃止、30分短縮（全国パートは実質7:40まで）となり、その跡地には『ラジオ文芸館』と『NHKガイド』が時間帯を移動して放送。2012年4月2日からは8時台前半から新番組「すっぴん!」が始まるため、日曜日以外8時まで（同）となった。
- 日曜日 5:00〜7:55
  - 高校野球4試合日は、高校野球中継を優先する都合で『音楽の泉』を休止するため、時間調整の意味合いで8:25まで延長することがある。この場合、ラジオ国際放送では7:55で終了、以降は高校野球中継終了まで国際放送独自編成の時間帯となる。[3]
- 一時期5時のニュースを内包してない時期があったが、2013年4月1日放送より再び5時のニュースを内包するようになる。なお、この間も大規模国政選挙・統一地方選挙開催後は前夜の開票速報から継続しその関連特集を集中放送するため、5時や6時など、キリのよい時刻から放送が始まる。

## 出演者

### 平日
- 司会
  - 柿沼郭（2013年4月～）
  - 野村優夫（2014年4月～）
  - 大久保彰絵
  - 小川亜希子（2011年4月-2013年3月まで土・日担当→2013年4月から平日担当、かつてはTBSニュースバード⇒e-天気.netに出演）

上記4人が男女2人1組ずつになって｛柿沼・大久保ペア、野村・小川ペア｝で隔週交代となる。
- 気象情報担当
  - 伊藤みゆき（2009年度まで隔週。2010年度からは毎週担当。次番組の『すっぴん!』8時台前半の「つぶやき空模様」も担当。かつては日テレNEWS24(旧:NNN24時代)に出演）

※このうち当番組を平日2009年4月～2013年3月まで担当した山下信と気象情報担当の伊藤は、当番組を2004年4月～2010年3月まで担当した佐治真規子を含めて番組内で「青春トリオ」と称されることがあった。また、「ラジオは耳の友達」であることにちなみ、「耳友（みみとも）トリオ」とも称することがあった。

### 土曜・日曜
- 司会
  - 古谷敏郎（2011年4月～ 土曜日8:45からの「NHKガイド」も担当）
  - 渡辺ひとみ（2014年4月～）
- 気象情報担当
  - 相原恵理子（隔週）
  - 戸田よしか（隔週）

### 過去の出演者
司会
- 笹本晴茂（平日、2000年4月～2001年3月）
- 小野卓司（平日、～2007年6月）
- 坪倉善彦（平日、2007年6月25日～2008年3月）
- 木村知義（平日、～2008年3月）
- 濱中博久（平日、2008年4月～2010年3月）
- 佐治真規子（平日、2004年4月～2010年3月）
- 遠田恵子（平日、～2012年3月）
- 山下信（平日、2009年4月～2013年3月）
- 鹿野睦（平日、2010年4月～2014年1月24日）
- 松本慶子（平日、～2013年3月）
- 関野武（土日　1999年4月3日～2002年3月31日）
- 松木美保子（土日　1999年4月3日～2001年3月18日）
- 伊丹賢太郎（土日　2002年4月6日～2006年3月）
- 佐藤純子（土日　2001年3月31日～2006年3月）
- 野口博康（土日、2006年4月～2009年3月。現在も一部のコーナーを担当することがある）
- 鈴木有才子（土日 元札幌放送局契約キャスター 2006年4月～2008年3月、一時降板後、『ラジオビタミン』のリポーターを担当し、2009年4月～2010年3月に再び土日を担当）
- 中島裕子（土日、2008年4月～2009年3月。2009年度から2011年度まで『NHKきょうのニュース』平日サブキャスター）
- 佐塚元章（土日、2009年4月～2011年3月。当初2か月はNHK静岡放送局所属のため出向→その後ラジオセンターアナウンサーに転籍。なお、本番組降板後も一部のコーナーを引き続き担当している）
- 小島亜輝子（土日、2010年4月～2011年3月。元山形放送局契約キャスター 平日放送の『首都圏情報』の一部コーナーも担当）
- 荒井彩也佳（土日、2013年4月～2014年3月）

気象情報担当
- 安西浩子（現在も平日の代理出演あり）
- 坂本京子（平日、～2010年3月）

コーナー担当
- なぎら健壱（日曜6:14頃、あの頃のフォークが聴きたい、2007年4月～2014年3月）

※いずれの場合も、祝日と重なる場合も、曜日通り担当する。

## 内容（2014年4月現在）
毎正時からと平日・土曜日の毎時5時30分と6時40分から全国ニュース、毎時55分からと6:25、平日7:20・土日祝7:15からの5分間はローカルのニュース・気象情報などがある。また日曜日を除く7:40〜8:00は各地のローカルコーナーを織り込んでいる。NHKワールド・ラジオ日本では、5分間のローカルニュースの時間帯で「海外安全情報」を放送する。
お便り紹介や音楽は随時放送される。

### 平日
※ニュースは特記のない限り、ラジオセンター内のニューススタジオ（131スタジオと132スタジオの中間に位置）からの放送。特記がないものは2014年3月31日から谷地健吾が出演する
- 5:00　オープニング、全国のニュース・スポーツニュース（一時期内包していなかったが、2013年4月1日より再内包　土・日についても同様。土曜・日曜・祝日・年末年始は宿直アナウンサー（前日付けのラジオ深夜便のニュース担当）が担当）
- 5:13頃 気象情報
- 5:18頃 列島あさいち情報（パート1）
  - 2011年度・2012年度は月曜のみ東日本大震災関連のインタビューシリーズ「復興へのメッセージ」を放送。（2013年度までは「ふるさと元気情報」）
- 5:27頃 きょうは何の日
- 5:30 全国のニュース（平日は当日の7時の全国ニュースを担当する女性契約キャスター(詳細は後述)、祝日・年末年始は休止）・気象情報
- 5:37頃 健康ライフ
- 5:45頃 列島あさいち情報（月～木パート2）、海外あさいち情報（金曜日）
- 5:52頃 お便り紹介
- 5:55 ローカル放送 気象情報（FM放送と同時放送、関東・甲信越地方では伊藤が担当。NHKワールド・ラジオ日本は「海外安全情報」と日本語放送の周波数案内を放送）
- 6:00 全国のニュース・スポーツニュース（祝日・年末年始は宿直アナウンサーが担当）
- 6:10頃 気象情報
- 6:16頃 ワールドリポート
- 6:24 安心ラジオ（谷地健吾　事前収録。年末年始は休止）
- 6:25　ローカル放送 ニュース・気象情報・道路交通情報（関東・甲信越地方では大久保・小川が担当）
- 6:30 ラジオ体操
- 6:40 全国のニュース（5:30からの放送と同様、平日は当日の7時の全国ニュースを担当する女性契約キャスター(詳細は後述)、祝日・年末年始は大久保・小川が担当）
- 6:43頃 ビジネス展望（1982年4月5日から続いている前身番組時代からのコーナー）
- 6:52頃 きょうは何の日
- 6:55 ローカル放送 気象情報・鉄道と道路交通情報（FM放送と同時放送、関東・甲信越地方では伊藤と大久保・小川が担当。関東・甲信越の場合はまずJR東日本鉄道司令室からJR各線の運行情報→スタジオから私鉄各線の運行情報→日本道路交通情報センターから首都圏の道路情報の順）（FM放送と同時放送、NHKワールド・ラジオ日本は「海外安全情報」と日本語放送の周波数案内を放送）
- 7:00 NHKけさのニュース（FM放送と同時放送　2013年4月1日よりこれまでの7:15までを5分延長　その分7:30からのニュースが廃止　男性は2014年度から谷地健吾[5]が、女性は2013年度から契約キャスター（島ひとみ、横山亜紀子、秋山千鶴の3人週替わりローテーション[6]）が月-金曜を通して担当＜祝日・年末年始は宿直担当のアナウンサーのみ＞）[4]
- 7:20（祝日のみ7:15） ローカル放送 ニュース・気象情報（FM放送と同時放送、NHKワールド・ラジオ日本は「海外安全情報」と関連のお知らせを放送）（関東地方[7]では大久保・小川が担当　2013年4月1日より全国ニュースの延長に伴い5分繰り下げ）
  - 祝日のみ7:20 お便り特集（2010年度までは祝日インタビュー）
  - 年末年始のみ7:20 ニュースアップスペシャル
- 7:25　ニュースアップ（解説、『NHKニュースおはよう日本』の6時台「ここに注目!」[8]と同内容。[9]なお、祝日は休止。2012年4月から8時台の「時の話題」が終了したため、唯一のニュース解説コーナーとなった）
- 7:30頃 音楽（一部地域は道路交通情報）
  - 年末年始のみ7:32頃 気象情報
- 7:33頃 ワールドリポート
- 7:39 お天気ワンポイント（年末年始は休止）
- 7:39頃　全国放送の飛び降りポイント
- 7:40 各地ローカルコーナー
- 7:58頃 （関東地区と国際放送）エンディング[10]→音楽（NHKオンラインおよび「NHKネットラジオ らじる★らじる（東京）」の番組表では「朝の音楽」として別番組扱いされている。関東地区はそれをBGMとして道路交通情報）

以下は「すっぴん!」の放送開始に伴い2012年3月30日で終了
- 8:00 全国のニュース
- 8:05頃 時の話題（解説。1964年4月6日から続いていたコーナー）
- 8:13頃 列島リレーニュース
- 8:26頃 （ところによって交通情報）

### 土曜日
- 5:00 オープニング、全国のニュース・スポーツニュース
- 5:12頃 気象情報
- 5:17頃 列島あさいち情報
- 5:28頃 きょうは何の日
- 5:30 全国のニュース・気象情報（ニュースは古谷が担当）
- 5:38頃 音に会いたい（2013年度までは日曜日の6:40）
- 5:48頃 なっとく防災広場（再放送）
- 5:53頃 お便り紹介
- 5:55 ローカル放送 気象情報（FM放送と同時放送、関東・甲信越地方では渡辺が担当。NHKワールド・ラジオ日本は「海外安全情報」）
- 6:00 全国のニュース・スポーツニュース
- 6:10頃 気象情報
- 6:14頃 復興へのメッセージ
- 6:25 ローカル放送 ニュース・気象情報・道路交通情報（関東・甲信越地方では渡辺が担当）
- 6:30 ラジオ体操
- 6:40 全国のニュース（古谷が担当）
- 6:43 サタデーエッセー（2013年度までは「サタデートピックス」）
- 6:52頃 きょうは何の日
- 6:55 ローカル放送 気象情報・鉄道と道路交通情報（FM放送と同時放送、関東・甲信越地方では渡辺が担当。NHKワールド・ラジオ日本は「海外安全情報」）
- 7:00 NHKけさのニュース（FM放送と同時放送）
- 7:15 ローカル放送 ニュース・気象情報（FM放送と同時放送、関東地方では渡辺が担当。NHKワールド・ラジオ日本は「海外安全情報」）
- 7:20 スポーツトピックス
- 7:30頃 音楽（一部地域は道路交通情報）
- 7:32頃 土曜コラム
- 7:38頃 お便り紹介
- 7:39 全国放送の飛び降りポイント
- 7:40 各地ローカルコーナー ニュース・気象情報・鉄道、航空と道路交通情報ほか

### 日曜日
- 5:00 オープニング、全国のニュース・スポーツニュース
- 5:13頃 気象情報
- 5:18頃 列島あさいち情報
- 5:28頃 きょうは何の日
- 5:30 気象情報
- 5:33頃 季節のいのち
- 5:45頃 おいしい日曜日
- 5:52頃 お便り紹介
- 5:55 ローカル放送 気象情報（FM放送と同時放送、関東・甲信越地方では渡辺が担当。NHKワールド・ラジオ日本は「海外安全情報」）
- 6:00 全国のニュース・スポーツニュース
- 6:10頃 気象情報
- 6:14頃 サエキけんぞうの素晴らしき80’s（2014年4月から）
- 6:25 ローカル放送 ニュース・気象情報・道路交通情報（関東・甲信越地方では古谷が担当）
- 6:30 ラジオ体操（7月最終又は8月第1週は1000万人ラジオ体操・みんなの体操祭を6:45まで放送）
- 6:40 著者に聞きたい　本のツボ（2013年度までは土曜日の6:14）
- 6:51頃 お便り紹介
- 6:52頃 きょうは何の日
- 6:55 ローカル放送 気象情報・道路交通情報（FM放送と同時放送、関東・甲信越地方では渡辺が担当。NHKワールド・ラジオ日本は「海外安全情報」）
- 7:00 NHKけさのニュース（FM放送と同時放送）
- 7:15 ローカル放送 ニュース・気象情報（FM放送と同時放送、関東地方では渡辺が担当。NHKワールド・ラジオ日本は「海外安全情報」）
- 7:20 日曜コラム
- 7:28 気象情報
- 7:30頃 音楽（一部地域は道路交通情報）
- 7:32頃 落合恵子の絵本の時間
- 7:40頃 日曜訪問
- 7:53頃 お便り紹介→エンディング音楽

### 気象情報について
- 全国放送の時間帯での気象情報は、冒頭の部分（5時台前半）はその日の担当の気象予報士（出演者が固定されていなかった時期は日本気象協会と中継を結んだ）とスタジオキャスターが掛け合う形で紹介し、それ以後（5時台後半・7時台後半=土曜は除く）は気象予報士が1人で伝える（ただし、台風・豪雨など5時台前半でも1人で伝えることもある）。
- またローカル放送のうち、5:55、6:55からの各5分と7:40から20分間のそれぞれ各局ローカルの時間帯でも各放送局管轄の気象台と中継する場合がある。

### 各地ローカルコーナー
日曜日を除く7:40〜8:00の20分間放送される。この枠では各地のローカルニュース、天気概況、交通情報（道路、鉄道、船舶、航空の混雑状況）の他、地域の話題や問題点を検証するレポートを放送している。
各地のタイトル
- 北海道（NHK札幌放送局）…『おはよう もぎたてラジオ便』
- 東北（NHK仙台放送局）…『東北ラジオあさいちばん』（7:55まで、7:55からは各県ローカル、NHKネットラジオ らじる★らじるでも同時配信される。）
- 関東甲信越『ラジオあさいちばん』（関東1都6県と山梨県・長野県およびNHKワールド･ラジオ日本で放送し、らじる★らじるでも同時配信される。土曜日と年末は新潟も放送）
  - 新潟（NHK新潟放送局）…『新潟ラジオセンター』（土曜日と年末年始は休止）
  - かつて長野では『もぎたて信州朝いちばん』（土曜日および平日の祝日の場合は休止）を放送していた（2013年3月をもって終了）。
- 東海・北陸（NHK名古屋放送局）…『中部あさいちばん』（7:58まで、7:58からは各県ローカル、らじる★らじるでも同時配信される。）
- 関西（NHK大阪放送局）…『関西ホットライン』（らじる★らじるでも同時配信される。）
- 中国（NHK広島放送局）…『おはよう中国』
- 四国（NHK松山放送局）…『四国おはようネットワーク』
- 九州・沖縄（NHK福岡放送局）…『おはよう九州・沖縄』（7:58まで、7:58からは各県ローカル）
  - これとは別に、九州・沖縄地方ではかつて日曜日7:35〜7:55に、『九州沖縄日曜訪問』という独自のコーナーを放送していたが、すでに終了している（終了時期は不明）。

## 番組テーマソング
- この番組で1999年4月から2012年3月まで使用されていたテーマソングの作編曲者は大河内元規（おおこうちもとき）。
- タイトルはハワイ語で朝日を意味する“プカナ・ラ”（1999年番組スタート以来毎朝365日、2007年からは月〜金のみ使用）。他に、大河内は同局の教育テレビ、BS2、ハイビジョンで6年間放送された紀行番組『やきもの探訪』のテーマソング『明鏡』や2010年の正月3が日に放送された特別番組『日本のカルテ～希望の国への処方箋～』（同早朝班制作の）のテーマソングも作曲。
- 2007年度から2013年度まで「土曜あさいちばん」・「日曜あさいちばん」のテーマソングはクリヤ・マコト作曲の曲を使用していた。
- なお、2012年4月から宮川彬良作曲の新しいテーマ曲に変わった（番組内BGMも新しい曲に変更。なお、2014年3月までは土日版と平日版のテーマ曲は異なった物を使用していた）。

## その他
- 放送の一部はポッドキャストを含め、インターネットラジオでも配信されている（主にインタビューもの）。
- 通常はラジオセンター131スタジオから放送されるが、2007年4月8日（日曜日）放送分は132スタジオからの放送だった。これは「統一地方選挙開票速報の準備の関係から」と番組内で説明していた。
- 本来、元日は特別番組放送のため休止となるが、2008年と2009年の元旦は5時5分から8時55分までの約4時間、『おめでとうあさいちばん』として放送した（2007年と2010年の元旦は通常編成）。「おめでとう-」とする場合、ゲストパーソナリティー（2011年・宮澤ミシェル氏など）が参加することもある。
- 2011年1月17日は阪神・淡路大震災関連番組「あの日旅立ったあなたへ～被災地からのメッセージ～」放送のため5時台のみ休止となった。
- 2011年3月14日〜18日は東日本大震災関連のニュースを中心に放送し、FM放送でも一部を安否情報に差し替えつつも本番組が同時放送された（FM放送はステレオ放送）。列島リレーニュースは仙台局からの放送のみ割愛した[11]。NHKワールド・ラジオ日本は震災発生後は海外安全情報も短波による日本語放送の周波数案内も当面の間全面休止し、そのまま関東甲信越ローカル枠をすべて放送[12]。
- 2014年1月30日に、『ビジネス展望』コーナーに東洋大学教授の中北徹が出演する予定にしており、脱原発の立場での原稿を送っていたが、NHKが、当時東京都知事選挙の選挙戦が繰り広げられており、放送内容が投票行動に影響を及ぼす可能性があるとして、テーマ変更を要求し、中北が出演を取り止める事態となった[13]。これに対しては、メディアから「明らかな過剰反応であり、両方の立場からの意見を求める形をとるべきだった」との意見が強い[14]。